# Bob Keen
Robert Keen, más conocido como Bob Keen (1960), es un cineasta británico especializado en cine fantástico y de terror. Ha trabajado como experto en efectos especiales y en efectos de maquillaje, director (con 8 largometrajes a fecha de 2010) y guionista.

## Trayectoria artística
Keen comenzó su carrera en el cine como creador de efectos especiales y de maquillaje de personajes monstruosos, siendo su película más célebre en este periodo Hellraiser (1987), realizada por Clive Barker. Keen continuaría trabajando con su compañía, Image Animation, para las sagas Hellraiser y Candyman, al tiempo que comenzaba a ejercer como ayudante de dirección y guionista. Debutó a mediados de la década de los 90 en la realización, siempre dentro del cine fantástico y de terror, habiendo firmado títulos como Proteus (1995) o The Lost World (1998).

## Premios
Keen ha estado nominado en seis ocasiones para los galardones Saturn Awards, siempre en la categoría de mejor maquillaje. Entre esas nominaciones se cuentan las que recibió por sus trabajos en Hellraiser o Candyman.